# جیمی گوچ (بازیکن فوتبال)
جیمی گوچ (انگلیسی: Jimmy Gooch; ۱۱ ژوئیهٔ ۱۹۲۱ – ۲۰۰۱ (۷۹−۸۰ سال)) بازیکن فوتبال اهل بریتانیا بود.
از باشگاه‌هایی که در آن بازی کرده‌است می‌توان به باشگاه فوتبال واتفورد، باشگاه فوتبال پرستون نورث اند، باشگاه فوتبال بث سیتی، و باشگاه فوتبال برادفورد سیتی اشاره کرد.